# Сибіряк (футбольний клуб)
«Сибіряк» (рос. Футбольный клуб «Сибиряк» Братск) — російський футбольний клуб з міста Братськ, Іркутська область.

## Хронологія назв
- 1967—1969: «Пурсей»
- 1970—1973: «Сибіряк»
- 1976—1978: «Енергія»
- з 1997 — «Сибіряк»

## Історія
Історію участі команд Братська в першостях країни можна умовно розділити на чотири етапи, кожен з яких пов'язаний з новою назвою команди. Розпочалося все в 1967 році, коли «Пурсей» включили до числа учасників Першості СРСР серед команд класу «Б». Під цією назвою команда виступала три сезони (при цьому двічі займаючи 8-е місце). На зміну йому прийшов «Сибіряк», який в 1973 році виграв зональний турнір першості СРСР серед команд другої ліги. У фіналі, де зустрілися переможці зон, «Сибіряк» виступив не дуже вдало. Після цього команду розформували.
Повернення відбулося в 1976 році, коли серед учасників першості СРСР опинилася «Енергія». За три роки вона нічим себе не проявила. Після того, як у 1978 році «Енергія» посіла останнє місце, Братськ знову позбувся місця в першості країни. Чергове відродження команди відбулося лише через 20 років.
У 1998 році «Сибіряк» дебютував у першості Росії серед команд другої ліги. За 14 років участі в цьому турнірі «Сибіряк» зарекомендував себе міцним середняком.

## Відомі гравці

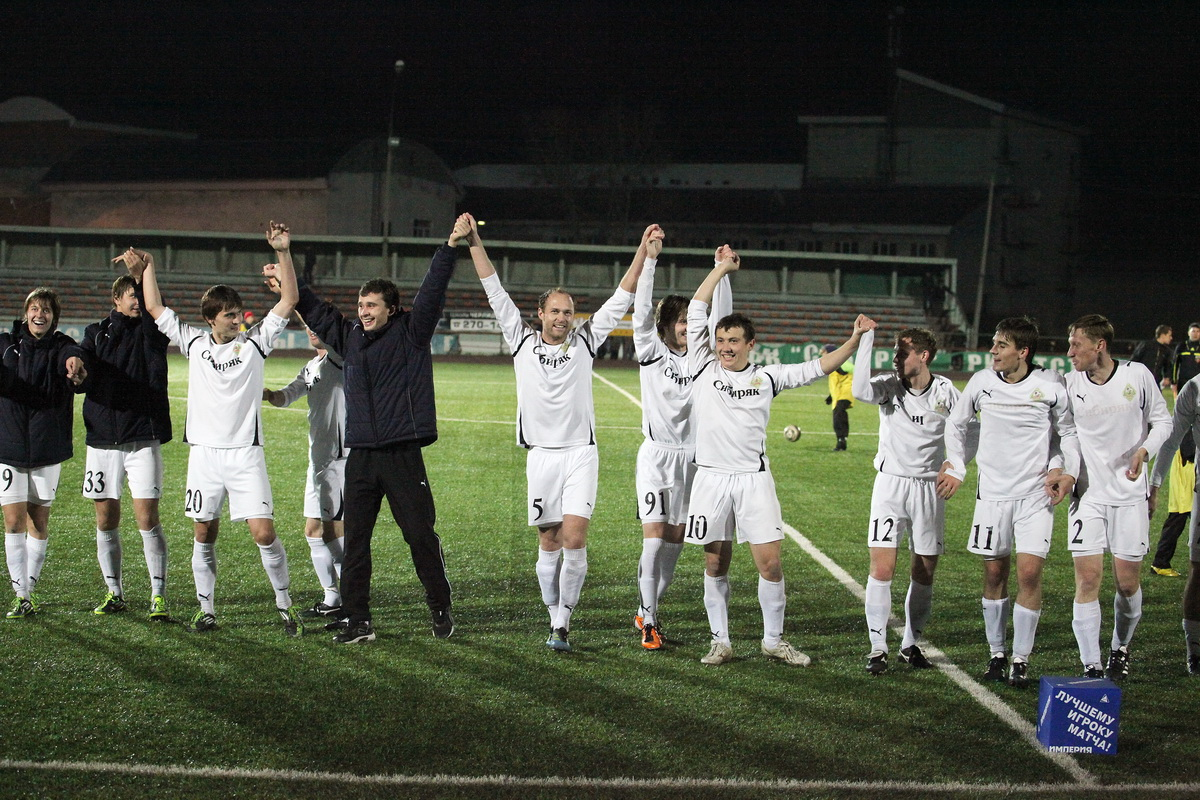
«Сибіряк» у 2011 році

- Ігор Волков
- Володимир Сергєєв
- Дмитро Травін
- Юрій Гатилов
- Федір Кудряшов
- Тимур Рахматуллін
- Євген Саприкін
- Ерік Ашурбеков